# 李瑄
李瑄，湖广武罔（今湖南武冈）人，明朝政治人物。贡生出身。
李瑄曾接替张添禄任松江府知府一职，1447年由黄平接任。